# Lijst van spelers van het Litouwse voetbalelftal
Deze lijst van spelers van het Litouws voetbalelftal geeft een overzicht van alle voetballers die minimaal twintig interlands achter hun naam hebben staan voor Litouwen. 

## Overzicht
Bijgewerkt tot en met verloren oefeninterland tegen  Albanië (4-1) op 26 maart 2013 in Tirana.
| Naam speler              | Geboortedatum     | Interlands | Goals |
| ------------------------ | ----------------- | ---------- | ----- |
| Andrius Skerla           | 29 april 1977     | 84         | 1     |
| Deividas Šemberas        | 2 augustus 1978   | 82         | 0     |
| Tomas Danilevičius       | 18 juli 1978      | 71         | 19    |
| Aurelijus Skarbalius     | 12 mei 1973       | 65         | 5     |
| Žydrūnas Karčemarskas    | 24 mei 1983       | 64         | 0     |
| Marius Stankevičius      | 15 juli 1981      | 62         | 5     |
| Gintaras Staučė          | 24 december 1969  | 61         | 0     |
| Saulius Mikoliūnas       | 2 mei 1984        | 57         | 3     |
| Edgaras Jankauskas       | 12 maart 1975     | 56         | 10    |
| Andrius Tereškinas       | 10 juli 1970      | 56         | 3     |
| Tomas Žvirgždauskas      | 18 maart 1975     | 56         | 0     |
| Deividas Česnauskis      | 30 juni 1981      | 53         | 4     |
| Igoris Morinas           | 21 februari 1975  | 51         | 7     |
| Robertas Poškus          | 5 mei 1979        | 48         | 8     |
| Aidas Preikšaitis        | 15 juni 1970      | 48         | 3     |
| Ignas Dedura             | 1 juni 1978       | 47         | 1     |
| Tomas Žiukas             | 2 december 1970   | 45         | 1     |
| Raimondas Vainoras       | 16 juli 1965      | 44         | 0     |
| Virginijus Baltušnikas   | 22 oktober 1968   | 42         | 9     |
| Saulius Mikalajūnas      | 6 september 1972  | 42         | 1     |
| Edgaras Česnauskis       | 5 februari 1984   | 42         | 3     |
| Romualdas Marcinkus      | 22 juli 1907      | 41         | 2     |
| Tomas Ražanauskas        | 7 januari 1976    | 41         | 7     |
| Arūnas Klimavičius       | 5 oktober 1982    | 41         | 3     |
| Rolandas Džiaukštas      | 1 april 1978      | 40         | 0     |
| Raimondas Žutautas       | 4 september 1972  | 40         | 1     |
| Darius Maciulevičius     | 6 november 1973   | 38         | 8     |
| Mantas Savėnas           | 27 augustus 1982  | 38         | 5     |
| Irmantas Stumbrys        | 30 mei 1972       | 37         | 2     |
| Mindaugas Kalonas        | 28 februari 1984  | 37         | 2     |
| Tomas Tamošauskas        | 22 mei 1983       | 36         | 1     |
| Kęstutis Ivaškevičius    | 17 april 1985     | 35         | 0     |
| Dainius Gleveckas        | 5 maart 1977      | 34         | 0     |
| Antanas Lingis           | 26 december 1905  | 33         | 12    |
| Donatas Vencevičius      | 28 november 1973  | 33         | 2     |
| Vaidotas Šlekys          | 11 februari 1972  | 32         | 3     |
| Darvydas Šernas          | 22 juli 1984      | 32         | 4     |
| Orestas Buitkus          | 11 april 1975     | 29         | 6     |
| Romualdas Žebrauskas     |                   | 29         | 1     |
| Valdas Ivanauskas        | 31 juli 1966      | 28         | 8     |
| Fridrichas Tepferis      |                   | 28         | 0     |
| Ričardas Beniušis        | 23 april 1980     | 27         | 3     |
| Igoris Kirilovas         | 14 april 1971     | 27         | 1     |
| Linas Pilibaitis         | 5 april 1985      | 27         | 0     |
| Vyacheslavas Sukristovas | 1 januari 1961    | 26         | 2     |
| Andrius Velička          | 5 april 1979      | 26         | 2     |
| Audrius Žuta             | 5 januari 1969    | 26         | 2     |
| Nerijus Barasa           | 1 juni 1978       | 25         | 2     |
| Darius Žutautas          | 30 september 1978 | 25         | 0     |
| Rimantas Žvingilas       | 3 september 1973  | 25         | 3     |
| Jaroslavas Citavičius    |                   | 24         | 8     |
| Artūras Fomenka          | 14 februari 1977  | 23         | 6     |
| Ričardas Zdančius        | 17 januari 1967   | 23         | 4     |
| Mindaugas Panka          | 1 mei 1984        | 23         | 0     |
| Tadas Kijanskas          | 6 september 1985  | 23         | 0     |
| Voldemaras Jaškevičius   | 23 maart 1914     | 22         | 5     |
| Eimantas Poderis         | 13 september 1973 | 22         | 5     |
| Gediminas Paulauskas     | 27 oktober 1982   | 22         | 0     |
| Vidas Alunderis          | 27 maart 1979     | 21         | 0     |
| Zigmas Sabaliauskas      | 6 januari 1912    | 21         | 6     |
| Ramūnas Stonkus          | 31 december 1970  | 21         | 1     |
| Antanas Vilimavičius     |                   | 21         | 0     |
| Tomas Radzinevičius      | 5 juni 1981       | 21         | 1     |
| Ramūnas Radavičius       | 20 januari 1981   | 21         | 1     |
| Marius Žaliūkas          | 10 november 1983  | 20         | 1     |

LFF · A-internationals · Bondscoaches · Statistieken · Litouws vrouwenelftal · Olympisch elftal · Litouwen U21 · Litouwen U20 · Litouwen U19 · Litouwen U18 · Litouwen U17 · Litouwen U16
1923 – 1929 ·
1930 – 1939 ·
1940 – 1949 ·
1950 – 1989 · 
1990 – 1999 ·
2000 – 2009 ·
2010 – 2019 ·
2020 − 2029
1923 · 
1924 · 
1925 · 
1926 · 
1927 · 
1928 · 
1929 · 
1930 · 
1931 · 
1932 · 
1933 · 
1934 · 
1935 · 
1936 · 
1937 · 
1938 · 
1939 · 
1940 · 
1941–1944 · 
1945 · 
1946 · 
1947 · 
1948 · 
1949 · 
1950–1955 · 
1956 · 
1957–1978 · 
1979 · 
1980–1989 · 
1990 · 
1991 · 
1992 · 
1993 · 
1994 · 
1995 · 
1996 · 
1997 · 
1998 · 
1999 · 
2000 · 
2001 · 
2002 · 
2003 · 
2004 · 
2005 · 
2006 · 
2007 · 
2008 · 
2009 · 
2010 · 
2011 · 
2012 · 
2013 · 
2014 · 
2015 · 
2016 · 
2017 ·
2018 ·
2019 ·
2020 ·
2021
Albanië ·
Andorra ·
Argentinië ·
Armenië ·
Azerbeidzjan ·
België ·
Bosnië en Herzegovina ·
Brazilië ·
Bulgarije ·
Chili ·
Cyprus ·
Denemarken ·
Duitsland ·
Egypte ·
Engeland ·
Estland ·
Faeröer ·
Finland ·
Frankrijk ·
Georgië ·
Gibraltar ·
Griekenland ·
Hongarije ·
Ierland ·
IJsland ·
Indonesië ·
Iran ·
Israël ·
Italië ·
Joegoslavië ·
Jordanië ·
Kazachstan ·
Koeweit ·
Kosovo ·
Kroatië ·
Letland ·
Liechtenstein ·
Luxemburg ·
Mali ·
Malta ·
Moldavië ·
Montenegro ·
Nieuw-Zeeland ·
Noord-Ierland ·
Noord-Macedonië ·
Noorwegen ·
Oekraïne ·
Oostenrijk ·
Polen ·
Portugal ·
Roemenië ·
Rusland ·
San Marino ·
Saoedi-Arabië ·
Schotland ·
Servië ·
Servië en Montenegro ·
Slovenië ·
Slowakije ·
Spanje ·
Tsjechië ·
Turkije ·
Turkmenistan ·
Verenigde Arabische Emiraten ·
Wit-Rusland ·
Zweden ·
Zwitserland